# Scott Beatty

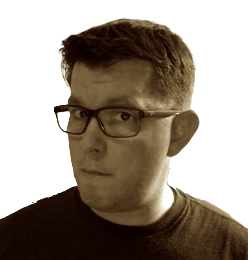
Scott Beatty

Scott Beatty (* 1969) ist ein US-amerikanischer Sachbuch- und Comicautor.

## Leben
Beatty betätigt sich seit Mitte der 1990er-Jahre als Autor von Comicgeschichten und vor allem als Verfasser von Sekundärliteratur zum Thema Comics. In diesem Zusammenhang hat er sich vor allem durch seine Mitarbeit an verschiedenen enzyklopädischen Projekten im Comicbereich, wie etwa der DC Comics Encyclopedia oder Batman: The Ultimate Guide to the Dark Knight, sowie durch die Bearbeitung von Begleitmaterial zu Kinofilmen wie etwa Batman Begins: The Visual Guide hervorgetan.
Als Comicautor hat Beatty auf Vermittlung und in Zusammenarbeit mit seinem „Mentor“ Chuck Dixon in der Vergangenheit vor allem für die US-Verlage DC-Comics und Dark Horse gearbeitet. Für DC verfasste er einige Ausgaben der Serien Robin und Nightwing, sowie die Miniserien Batgirl: Year One und Joker: Last Laugh als Co-Autor Dixons mit. Darüber hinaus schrieb er anderthalb Jahre lang als Nachfolger von Devin Grayson die Batman-Serie Gotham Knights. Für Dark Horse textete Beatty einige Star Wars Comics.

## Werke

### Comichefte
- Batgirl: Year One #1–9
- Batman: Gotham Knights #33–49
- Batman Begins: Film-Adaption
- Joker: Last Laugh #1–6
- JSA Classified #19–20
- Nightwing: Year One (Nightwing #101–107)
- Robin #88–91
- Robin: Year One #1–4
- Ruse #10–26
- Secret Files & Origins and 80-Page Giants für Batman, Superman, Green Lantern, Flash, JLA, JSA
- Star Wars Tales #13

### Nachschlagewerke
- Batman Begins: The Visual Guide
- The Batman Handbook: The Ultimate Training Manual
- Catwoman: The Visual Guide to the Feline Fatale
- The DC Comics Encyclopedia
- JLA:The Ultimate Guide to the Justice League of America
- The Superman Handbook: The Ultimate Guide to Saving the Day
- Wonder Woman: The Ultimate Guide to the Amazon Princess

| Personendaten    | Personendaten                              |
| ---------------- | ------------------------------------------ |
| NAME             | Beatty, Scott                              |
| KURZBESCHREIBUNG | US-amerikanischer Sachbuch- und Comicautor |
| GEBURTSDATUM     | 1969                                       |